# Choi Hong-hi
Choi Hong-hi, född 9 november 1918 i Hwa Dae i Korea (nuvarande Nordkorea), död 15 juni 2002 i Pyongyang Nordkorea, sydkoreansk general som anses ha grundat kampsporten taekwondo. Han föddes i det som senare blev Nordkorea, men bodde under större delen av sitt liv i Sydkorea, Japan och Kanada. Han dog i Pyongyang av magcancer.

## Historia
Historien för Taekwondo är otvivelaktigt ihopkopplad med Gen. Choi Hong-hi som ägnade hela sitt liv åt att introducera denna kampkonst världen över. Här nedan kan man i väldigt korta drag följa hans liv och Taekwon-Dos födelse. 
Choi Hong-hi föddes den 9 november 1918 i Hae Dae i nuvarande Nordkorea. 1930 blev den då tolvårige Choi Hong-hi suspenderad från sin skola för deltagande i antijapanska demonstrationer (från 1905 styrdes Korea av japanska myndigheter och från 1910 blev de direkt ockuperade av den japanska militärmakten). Från den tiden fortsatte Choi sin vidare utbildning hos en privat lärare, Han Il-dong, som även var expert på Tae Kyon, en traditionell koreansk kampkonst som var officiellt förbjuden av ockupationsmakten. 1937 åkte Choi till Japan för att studera. Fortfarande var han mycket engagerad i kampkonstträning, vilken stärkte och förbättrade hans dåliga hälsa som varit svag redan från födseln.
Den 7 december 1941 började Japan sitt deltagande i andra världskriget och i och med detta startade en allmän mobilisering av alla unga män till armén, bland annat även den unge Choi. Efter militär utbildning till löjtnant skickades han till Pyongyang i Korea där han p.g.a. sin verksamhet inom den underjordiska koreanska självständighetsrörelsen blev dömd till fängelse. För att behålla sin fysiska kondition, fortsatte han sin träning i fängelsecellen. Efter en tid i fängelset började många av hans fängelsekamrater och även en del av vakterna praktisera träningen. Det var då Choi Hong-hi började fundera över grunderna till en ny kampkonst. 
1945, i samband med krigets slutskede, blev Choi Hong-hi befriad från fängelset och i samma tid blev han en av de officerare som började bygga upp en ny självständig koreansk armé, i vilken han gjorde en snabb och lysande karriär. 1948 blev han, redan som överste, utsedd till huvudinstruktör för självförsvarsträning i den amerikanska militärpolisskolan. Kort därefter reste Choi Hong-hi till USA för att studera på en militärhögskola. 
1954 startade Choi tillsammans med en av sina medarbetare, Nam Tae-hi, systematiseringen av tekniker, träningsmetoder samt moraliska och filosofiska principer i sin kampkonstskola som hette Oh Do Kwan. 11 april 1955 använde man för första gången officiellt namnet TAEKWON-DO. Genom många uppvisningar i Korea och i världen började man introducera den nya kampkonsten. 1959 blev Choi utsedd till ordförande i det Koreanska Taekwon-Do Förbundet samt till vice befälhavare för II:a Armén Tae Gu. Tillsammans med sina bästa elever gjorde han en mängd av Taekwon-Do uppvisningar i många av de asiatiska länderna. Taekwon-Do teknikerna blev snabbt uppskattade för sin effektivitet. 
1963 presenterades Taekwon-Do på en uppvisning i huvudkvarteret för FN (Förenta Nationerna) i New York, USA, med stora applåder och allmän uppskattning som följd. Den 22 mars 1966 grundades det Internationella Taekwon-Do Förbundet (ITF) med sitt huvudkvarter i Seoul, Korea. 1967-2002 var en tid för Choi Hong-hi med oavbrutna resor och uppvisningar för spridningen av Taekwon-Do i världen. 
På grund av sjukdom avled Gen. Choi Hong-hi den 15 juni 2002 på ett sjukhus i Pyongyang, Nordkorea. Gen. Choi har under sitt liv besökt över 130 länder för att sprida Taekwon-Do.